# Антоніо Бузіні
Антоніо Бузіні (італ. Antonio Busini, нар. 5 липня 1904, Падуя — пом. 20 серпня 1975, Риччоне) — італійський футболіст, що грав на позиції нападника. По завершенні ігрової кар'єри — футбольний тренер.
Виступав, зокрема, за «Падову» і «Болонью», провів одну гру за національну збірну Італії.

## Клубна кар'єра
У дорослому футболі дебютував 1920 року виступами за команду клубу «Падова», в якій провів сім сезонів, взявши участь у 115 матчах чемпіонату. У складі «Падови» був одним з головних бомбардирів команди, маючи середню результативність на рівні 0,42 голу за гру першості. Також у команді грав його старший брат Федеріко Бузіні, з яким вони разом перейшли в 1927 році до «Болоньї».
Грав у складі «Болоньї» з 1927 по 1931 рік. Став чемпіоном Італії сезону 1928–29. 
Далі грав у клубах «Фіорентіна», «Падова» та «Самп'єрдаренезе».
Завершив професійну ігрову кар'єру у клубі «Сереньо», за команду якого виступав протягом 1937—1938 років.

## Виступи за збірні
З 1929 по 1931 рік  захищав кольори другої збірної Італії. У складі цієї команди провів 2 матчі.
28 квітня 1929 року відіграв один матч у складі національної збірної Італії — товариську гру проти збірної Німеччини

## Кар'єра тренера
Розпочав тренерську кар'єру невдовзі по завершенні кар'єри гравця, 1940 року, склавши з Гвідо Арою тренерський тандем, який очолював команду клубу «Мілано». Згодом на декілька років зосередився на адміністративній роботі в структурі міланського клубу, доки 1945 знову не увійшов до тренерського тандему «Мілана», цього разу разом з Адольфо Балонч'єрі. До 1953 року був технічним директором «россонері», що на той час відповідало тренерській позиції. За цей час встиг попрацювати з цілою низкою спеціалістів, які у парі очільників тренерського штабу керували безпосередньо тренувальним процесом. Найдовшою та нейрезультативнішою була співпраця Бузіні з угорським тренером Лайошом Цейзлером, разом з яким йому вдалося привести «Мілан» до перемоги в чемпіонаті сезону 1950–51.
Також 1951 року Бузіні входив до тренерської ради національної збірної Італії.
Останнім місцем тренерської роботи був клуб «Рома», в якому Антоніо Бузіні був помічником головного тренера англійця Алека Стока протягом 1957–1958 років.
Помер 20 серпня 1975 року на 72-му році життя у місті Риччоне.
| Дата       | Місто | Господарі | Результат | Гості     | Турнір           | Голи | Примітки |
| ---------- | ----- | --------- | --------- | --------- | ---------------- | ---- | -------- |
| 28/04/1929 | Турин | Італія    | 1 – 2     | Німеччини | товариський матч | -    |          |
| Усього     |       | Матчів    | 1         |           | Голів            | 0    |          |

## Титули і досягнення

### Як гравця
- Чемпіон Італії (1):

«Болонья»: 1928–29

### Як тренера
- Чемпіон Італії (1):

«Мілан»: 1950–51